# بریجمن (میشیگان)
بریجمن، میشیگان (به انگلیسی: Bridgman, Michigan) یک شهر در ایالات متحده آمریکا با جمعیت ۲٬۲۹۱ نفر است که در میشیگان واقع شده‌است.

## موقعیت جغرافیایی
موقعیت جغرافیایی شهرها و مناطق اطراف به شرح زیر است: